# 範子内親王
範子内親王（はんし（のりこ）ないしんのう、治承元年11月6日（1177年11月27日）- 承元4年4月12日（1210年5月6日））は、平安時代末期から鎌倉時代初期の皇女、賀茂斎院、女院である。高倉天皇の第二皇女。母は小督（藤原成範女）。安徳天皇と後鳥羽院は異母弟にあたる。六角宮、土用宮、猫間斎院、皇后宮とも呼ばれた。院号宣下により坊門院（ぼうもんいん）。

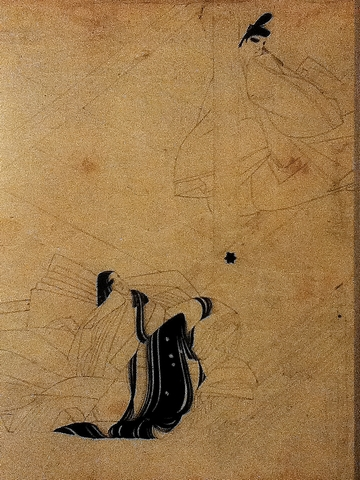
両親の逢瀬 高倉帝と小督 - 隆房卿艶詞絵巻

## 経歴
高倉天皇とその寵妃小督との間に生まれるが、母は出産後平清盛らによる迫害を受け出家、皇女は猫間中納言藤原光隆の七条坊門の邸で養育される。そして平徳子の猶子となった。治承2年（1178年）内親王宣下、賀茂斎院に選定。例に倣い2年後の治承4年（1180年）より紫野院（斎院御所）に入る。養和元年（1181年）高倉院の喪により斎院を辞す。平安末期の戦乱によりしばしば滞在していた頌子内親王の五辻第を相続して住居とする。この間に、脅威であった平家が滅亡し、異母弟の後鳥羽天皇が即位する等、範子内親王を取り巻く環境は大幅に好転していた。建久6年（1195年）より准三后待遇、建久9年（1198年）土御門天皇（後鳥羽院の第1皇子で生母は源在子）即位に伴い、その准母となり、准母立后により皇后とされる。建永元年（1206年）院号宣下。晩年は坊城殿（七条坊門の藤原光隆邸の隣に造営されたと思われる邸宅）の火災によって、皇太后藤原忻子の一条室町第に同居していたという。承元4年4月12日（1210年5月13日）一条室町第にて病没。

## 逸話
坊門院がひいきにしていた蒔絵師を呼びにやったところ、「今ちょうど御道具に蒔絵を描きかけているところですので、仕事が終わったら伺います」という返事が返ってきた。ところがこれを坊門院に仕える女房が「今ちょうど子持ちの女と共寝しようとしかけたところですので、それが終わったら伺います」と誤読したので「何ということを申すか」と蒔絵師を呼びつける等大騒ぎになったという。